# ディー・クエスト
株式会社ディー・クエスト（でぃー・くえすと）は、企業リスクコンサルティングを主な事業とする、日本の企業である。

## 概要
1987年（昭和62年）7月、調査会社として創業。2000年（平成12年）4月に、企業リスクマネジメントの総合コンサルティング会社として、株式会社ディー・クエストを設立 。リスクマネジメントの一環として、M&Aや新規取引の際の信用調査業務として企業調査サービスを開始した。

「ヒューマンリスクマネジメントのパイオニアとして、常にイノベーターであり続ける。」という企業理念のもと、『人と組織のためのリスクマネジメント』を事業の中核に据え、ESG経営におけるガバナンス分野において内部通報サービスを提供しているＤＱヘルプライン事業や反社チェックサービス等を提供している調査事業、日本公認不正検査士協会の運営を支援しているACFE JAPAN事業などを展開している。

## 関連会社・団体
- 株式会社ディークエストホールディングス...2017年（平成29年）11月1日、株式会社ディー・クエストから分割。企業リスクコンサルティング事業　(調査事業部、ACFE JAPAN事業部)
- DQ Europe（D-Quest Europe GmbH）...ドイツのフランクフルトに株式会社ディー・クエストの子会社として設立した海外戦略拠点
- ACFE JAPAN（一般社団法人 日本公認不正検査士協会）...米国公認不正検査士協会（ACFE）と2004年10月に独占的ライセンス契約を結び、2005年4月ACFEJAPANを設立
- インターマーク株式会社...商標調査データベースや商標調査事業を提供する、知財コンサルティング会社

## 沿革
- 2000年（平成12年） - 4月。企業リスクマネジメントの総合コンサルティング会社として、株式会社ディー・クエスト（資本金1,000万円、本社東京都新宿区）設立 。
- 2003年（平成15年） 
5月 - 英国で知的財産権調査や医薬品特許侵害調査に40年の歴史を持つ調査会社Carratu International,Plcと業務提携。
10月 - Webを媒体とした匿名性を保ち且つ双方向でやり取りができる内部通報システム（ディークエスト・ヘルプライン）を開発、特許出願（出願番号：特願2003-411397）。
- 2004年（平成16年）
6月 - 米国カリフォルニア州・ロサンゼルスに現地法人としてI2Brain,Incを設立。米国の調査ライセンスを取得（PI24183）。
10月 - 不正対策のエキスパート育成で世界をリードするACFE（Association of Certified Fraud Examiners/日本名、公認不正検査士協会）と、日本においての独占ライセンス権を取得。
- 2005年（平成17年）
4月 - 東京都千代田区内幸町に本社を移転 ACFEJAPAN（公認不正検査士協会日本事務局）スタート。
5月 - WAD(World Association of Detectives)の会員となる。
9月 - “Report to the Nations on Occupational Fraud and Abuse“(邦訳：職業上の不正と濫用に関する国民への報告書・グローバル版) 発行。
- 2007年（平成19年）
4月 - 不正防止の世界的協会IFP（Institution for Fraud Prevention/日本名、不正防止協会）に日本企業唯一の理事企業として参加。
9月 - 東京都中央区日本橋に本社を移転。
12月 - ACFEJAPANを中間法人化。有限責任中間法人日本公認不正検査士協会設立。事務局業務を受け持つ。
12月 - 内部通報システム（ディークエスト・ヘルプライン）が特許取得（特許番号：特許4059843号）。
- 2008年（平成20年）
4月 - ACFEの不正対策ノウハウを活かした通信教材、「営業店の不祥事件・不正を限りなくゼロにする講座」スタート（企画：社団法人金融財政事情研究会、販売：株式会社きんざい）。
7月 - 中央区八重洲に本社を移転 関係会社「株式会社アイアイエス・インターナショナル」の企業調査部門を吸収。
9月 - "Report to the Nations on Occupational Fraud and Abuse“(邦訳：職業上の不正と濫用に関する国民への報告書・グローバル版) 発行。
10月 - 経済産業省からの業務を受託。件名：「平成21年度政府開発援助中小企業支援調査（インターネット上の模倣品流通の実態に関する調査研究）」
11月 - リスク検索サービス（ＲＳＳ）を開始。
12月 - 	有限責任中間法人日本公認不正検査士協会が中間法人法の改正により「一般社団法人　日本公認不正検査士協会」として社団法人となる。
- 2010年（平成22年）
6月 - 中国向けビジネスを支援する「中国調査サポート」サービスを発表。
7月 - 「ｄスクール　内部通報窓口担当者向け養成コース」プログラムを発表。
8月 - ブログや掲示板を対象とした、データ収集サービス「webcro」(ウェブクロ)を発表。
9月 - “Report to the Nations on Occupational Fraud and Abuse“(邦訳：職業上の不正と濫用に関する国民への報告書・グローバル版、アジアパシフィック版) 発行。
10月 - 第1回 ACFE JAPAN カンファレンス「潜在的な不正との闘い（United IN THE FIGHT）」を事務局として開催。
- 2011年（平成23年）
2月 - “事例で見る 企業不正の理論と対応“　（株式会社 ディー・クエスト、一般社団法人 日本公認不正検査士協会 共著） 発行。
2月 - “企業不正対応の実務　Q&A“（同文館出版）を発刊。
4月 - 特許庁における先登録・先出願図形商標の調査サービスを発表。
6月 - 日本商標協会　法人会員
10月 - 第2回 ACFE JAPAN カンファレンス「日本と不正 ～日本流不正対策を考える～」を事務局として開催。
- 2012年（平成24年）
7月 - 再開発工事のため、千代田区神田駿河台に本社を移転。
9月 - "Report to the Nations on Occupational Fraud and Abuse“(邦訳：職業上の不正と濫用に関する国民への報告書・グローバル版) 発行。
10月 - 第3回 ACFE JAPAN カンファレンス「不正防止とコーポレートガバナンス」を事務局として開催。
11月 - 「パワーハラスメント防止研修」プログラムを発表。
- 2013年（平成25年）
4月 - 類似商標検索システム「InterMark」を運営する株式会社ベイアトランダの経営権を取得。商標のデータベース事業を開始。
10月 - 第4回 ACFE JAPAN カンファレンス「不正会計に立ち向かう」を事務局として開催。
- 2014年（平成26年）
9月 - "Report to the Nations on Occupational Fraud and Abuse“(邦訳：職業上の不正と濫用に関する国民への報告書・グローバル版) 発行。
10月 - 第5回 ACFE JAPAN カンファレンス「グローバル・ビジネスにおける不正リスク」を事務局として開催。
- 2015年（平成27年）
4月 - リスク検索サービス（取引先ネガティブチェック）のクラウド版を提供。
10月 - 第6回 ACFE JAPAN カンファレンス「不正会計、ふたたび」を事務局として開催。
- 2016年（平成28年）
2月 - "Report to the Nations on Occupational Fraud and Abuse“(邦訳：職業上の不正と濫用に関する国民への報告書・グローバル版) 発行。
5月 - 韓国語の電話通報受付を開始。
7月 - 「メンタルポート」ストレスチェックサービスを開始。
10月 - 第7回 ACFE JAPAN カンファレンス「不正と闘う世界の原則」を事務局として開催。
- 2017年（平成29年）
3月 - ISO/IEC 27001：2013／JIS Q 27001：2014〔ISR021〕【ISMS：Information Security Management System】認証を取得。
7月 - "Report to the Nations on Occupational Fraud and Abuse“(邦訳：職業上の不正と濫用に関する国民への報告書・グローバル版) 発行。
11月 - 株式会社ディー・クエストから分割により株式会社ディークエストホールディングスを設立。コンサルティング事業、調査事業、及びこれらに付帯する事業を承継。
- 2018年（平成30年）
7月 - 米国、欧州、アジア地域等の弁護士事務所との提携を開始。グローバルなローファームネットワーク網の整備へ。
10月 - ドイツ・フランクフルトにDQ Europeを設立。
- 2019年（平成31年／令和元年） - 7月。ISMS認証機関を移転。 【〔ISR025〕エイエスアール株式会社】
- 2020年（令和2年） - 4月。米国Los Angelsに現地駐在員事務所を設置。
- 2022年（令和4年） - 4月。組織強化のため、株式会社ディークエストホールディングスの代表取締役会長に脇山 太介が就任。同 代表取締役社長に山本 陽介が就任。
- 2023年（令和5年） 
- 1月。組織強化のため、株式会社ディー・クエストの取締役 事業戦略担当に浅利 尚道が就任。同社の取締役 ACFE事業担当鳥海 雄司が就任。
- 4月　”コーポレートガバナンス”をめぐる情報発信メディア「Governance Q」が稼働
- 9月　DQヘルプライン20周年企画 「DQシンポジウム ～内部通報制度と企業の誠実性～」開催
- 10月 第14回 ACFEJAPANカンファレンス開催「多様化する不正」～変化するガバナンスへの展望～